# بنای یادبود تیگلاچین
بنای یادبود تیگلاچین (به امهری: ትግላችን)؛ (به انگلیسی: Tiglachin یا Our Struggle)، یک بنای یادبود برای سربازان اتیوپیایی و کوبایی درگیر در جنگ اوگادن است. این بنا در خیابان چرچیل شهر آدیس آبابا، پایتخت کشور اتیوپی قرار دارد (گاهی به اشتباه «بنای یادبود درگ (Derg Moment)» نامیده می‌شود، اما این بنا هیچ ارتباطی به «رژیم درگ» ندارد). این بنای یادبود از اِلمان‌های گوناگونی تشکیل شده است که عبارتند از: مجسمه مرکزی، یک ستون بلند ۵۰ متری، دو دیوار در جلو و کناره‌ها، و دو میدان که تصویر سربازان کوبایی در آن دیده می‌شود.